# USS Nebraska (SSBN-739)
Pour les autres navires du même nom, voir USS Nebraska.
Le USS Nebraska (SSBN-739) est un sous-marin nucléaire lanceur d'engins américain de la classe Ohio, entré en service en 1993. C'est le 14e des 18 sous-marins de classe Ohio.

## Historique du service
Le Nebraska a été initialement assigné au groupe submersible 10 à la base navale de Kings Bay, en Géorgie. Le 1er octobre 2004, le Nebraska a été transféré à l'escadron submersible 17 dans le groupe submersible 9 à la base navale de Kitsap, à Bangor.